# Gigantes de Carolina 2014 (pallavolo femminile)
Questa voce raccoglie le informazioni riguardanti le Gigantes de Carolina nella stagione 2014.

## Stagione
La stagione 2014 vede le Gigantes de Carolina ancora allenate dal Milton Crespo. Nonostante la continuità nella guida tecnica, la squadra viene completamente rivoluzionata: sono ben dieci i nuovi arrivi ad inizio stagione, su tutti si segnalano quelli delle due straniere Stephanie Niemer e Lauren Wicinski, provenienti rispettivamente dalle Orientales de Humacao e della Michigan State University, oltre che delle portoricane Odemaris Díaz, Stephanie Salas e Wilnelia González; in uscita vi è invece l'intero blocco delle straniere della stagione precedente Monique Mead, Lindsay Fletemier e Rebecca Perry, oltre che le giocatrici locali Pamela Cartagena, Yasary Castrodad ed Alba Aponte.
Il campionato si apre il 25 gennaio 2014 col successo per 3-1 in casa delle Indias de Mayagüez. La prima sconfitta arriva nella gara seguente, in casa delle Criollas de Caguas. Nel mese di febbraio le Gigantes attraversano un periodo positivo, vincendo sei gare su otto. Nel mese di marzo, invece, arrivano quattro vittorie e cinque sconfitte; inoltre, a causa dell'indisponibilità del Coliseo Guillermo Angulo di Carolina, la squadra è costretta a giocare le gare interne come ospite nelle città limitrofe, mentre la statunitense Lauren Wicinski viene sostituita dalla connazionale Katherine Harms, proveniente dalle Leonas de Ponce. Nelle ultime due gare di regular season arrivano due vittorie agevoli sulle Lancheras de Cataño e le Valencianas de Juncos.
Con 41 punti raccolti nella stagione regolare, le Gigantes accedono ai quarti di finale dei play-off come testa di serie numero 3. Inserite nel Girone A, accedono alle semifinali come seconde classificate, perdendo entrambe le gare contro le Leonas de Ponce e vincendo i due confronti con le Lancheras de Cataño. Nelle semifinali si scontrano contro le future campionesse delle Criollas de Caguas, venendo eliminate rimediando un 4-0 complessivo nella serie.
Tra le Gigantes Stephanie Niemer viene inserita nello All-Star Team del campionato.

## Organigramma societario
Area direttiva
- Presidente: William Lopez
- Vice presidente: Carlos Rodriguez

Area tecnica
- Primo allenatore: Milton Crespo
- Assistente allenatore: Javier Cruz, Wilberto Torres
- Allenatore: Ruben Valdez
- Statistica: Betzarray Muñiz
- Fisioterapista: Juan Cuto Ayala

## Rosa
| N° | Nome                | Ruolo | Data di nascita  | Nazionalità sportiva |
| -- | ------------------- | ----- | ---------------- | -------------------- |
| 1  | Tatiana Jusino      | L     | 27 luglio 1990   | Porto Rico           |
| 2  | Jordaliz Mercado    | P     | 19 luglio 1990   | Porto Rico           |
| 3  | Ariana López        | L     | -                | Porto Rico           |
| 4  | Stephanie Niemer    | S     | 3 settembre 1989 | Stati Uniti          |
| 5  | Vanessa Vélez       | S/O   | 29 agosto 1989   | Porto Rico           |
| 6  | Priscilla Hernández | S     | 12 marzo 1991    | Porto Rico           |
| 7  | Mariana Thon        | P     | 18 novembre 1988 | Porto Rico           |
| 8  | Jennylee Martínez   | C     | 22 ottobre 1991  | Porto Rico           |
| 9  | Daneycha Acevedo    | S/O   | -                | Porto Rico           |
| 10 | Lauren Wicinski     | S     | 15 luglio 1992   | Stati Uniti          |
| 10 | Katherine Harms     | S/O   | 29 novembre 1990 | Stati Uniti          |
| 11 | Angelimar Vidot     | S     | 24 luglio 1992   | Porto Rico           |
| 12 | Odemaris Díaz       | C     | 15 marzo 1982    | Porto Rico           |
| 13 | Stephanie Salas     | L     | 17 febbraio 1992 | Porto Rico           |
| 15 | Wilnelia González   | C     | 2 aprile 1985    | Porto Rico           |

## Mercato
| Acquisti | Acquisti          | Acquisti              | Acquisti   |
| R.       | Nome              | da                    | Modalità   |
| -------- | ----------------- | --------------------- | ---------- |
| L        | Tatiana Jusino    | Lancheras de Cataño   | definitivo |
| P        | Ariana López      | Lancheras de Cataño   | definitivo |
| S        | Stephanie Niemer  | Orientales de Humacao | definitivo |
| C        | Jennylee Martínez | Vaqueras de Bayamón   | prestito   |
| S/O      | Daneycha Acevedo  | ?                     | ?          |
| S        | Lauren Wicinski   | Michigan State        | definitivo |
| ?        | Angelimar Vidot   | ?                     | ?          |
| C        | Odemaris Díaz     | Criollas de Caguas    | definitivo |
| L        | Stephanie Salas   | Mets de Guaynabo      | definitivo |
| C        | Wilnelia González | Orientales de Humacao | definitivo |
| S/O      | Katherine Harms   | Leonas de Ponce       | definitivo |

| Cessioni | Cessioni          | Cessioni              | Cessioni   |
| R.       | Nome              | a                     | Modalità   |
| -------- | ----------------- | --------------------- | ---------- |
| S/O      | Monique Mead      | Telekom Baku          | definitivo |
| S        | Yesenia Rodríguez | -                     | ritirata   |
| L        | Pamela Cartagena  | Indias de Mayagüez    | definitivo |
| S/O      | Anta Calderón     | -                     | ritirata   |
| C        | Yasary Castrodad  | Orientales de Humacao | definitivo |
| C        | Lindsay Fletemier | -                     | ritirata   |
| S/O      | Rebecca Perry     | Dresdner              | definitivo |
| C        | Alba Aponte       | Leonas de Ponce       | definitivo |
| S        | Lauren Wicinski   | -                     | ritirata   |

## Risultati

### LVSF

#### Regular season
| 1ª giornata - 25 gennaio 2014 Palacio de Recreación y Deportes, Mayagüez | Indias de Mayagüez    | 1 - 3 | Gigantes de Carolina  | 25-22, 19-25, 15-25, 17-25        |
| 2ª giornata - 30 gennaio 2014 Coliseo Héctor Solá Bezares, Caguas        | Criollas de Caguas    | 3 - 0 | Gigantes de Carolina  | 25-18, 25-20, 25-16               |
| 3ª giornata - 1º febbraio 2014 Coliseo Guillermo Angulo, Carolina        | Gigantes de Carolina  | 3 - 1 | Orientales de Humacao | 25-21, 13-25, 25-19, 25-16        |
| 4ª giornata - 7 febbraio 2014 Coliseo Guillermo Angulo, Carolina         | Gigantes de Carolina  | 3 - 1 | Leonas de Ponce       | 25-21, 25-22, 21-25, 25-8         |
| 5ª giornata - 9 febbraio 2014 Coliseo Mario Morales, Guaynabo            | Mets de Guaynabo      | 1 - 3 | Gigantes de Carolina  | 17-25, 12-25, 27-25, 18-25        |
| 6ª giornata - 13 febbraio 2014 Coliseo Guillermo Angulo, Carolina        | Gigantes de Carolina  | 0 - 3 | Lancheras de Cataño   | 15-25, 20-25, 20-25               |
| 7ª giornata - 15 febbraio 2014 Coliseo Rafael Amalbert, Juncos           | Valencianas de Juncos | 1 - 3 | Gigantes de Carolina  | 22-25, 25-23, 18-25, 14-25        |
| 8ª giornata - 20 febbraio 2014 Coliseo Guillermo Angulo, Carolina        | Gigantes de Carolina  | 3 - 1 | Criollas de Caguas    | 25-23, 21-25, 25-21, 25-23        |
| 9ª giornata - 22 febbraio 2014 Complejo Deportivo Emilio Huyke, Humacao  | Orientales de Humacao | 1 - 3 | Gigantes de Carolina  | 25-19, 22-25, 15-25, 20-25        |
| 10ª giornata - 28 febbraio 2014 Coliseo Salvador Dijols, Ponce           | Leonas de Ponce       | 3 - 2 | Gigantes de Carolina  | 25-19, 25-22, 20-25, 17-25, 15-13 |
| 11ª giornata - 2 marzo 2014 Coliseo Guillermo Angulo, Carolina           | Gigantes de Carolina  | 2 - 3 | Mets de Guaynabo      | 25-19, 21-25, 16-25, 21-10, 9-15  |
| 12ª giornata - 6 marzo 2014 Coliseo Guillermo Angulo, Carolina           | Gigantes de Carolina  | 3 - 0 | Valencianas de Juncos | 25-22, 25-21, 25-22               |
| 13ª giornata - 8 marzo 2014 Coliseo Cosme Beitia Sálamo, Cataño          | Lancheras de Cataño   | 3 - 0 | Gigantes de Carolina  | 25-21, 25-23, 25-21               |
| 14ª giornata - 13 marzo 2014 Palacio de Recreación y Deportes, Mayagüez  | Indias de Mayagüez    | 3 - 0 | Gigantes de Carolina  | 25-13, 25-23, 30-28               |
| 15ª giornata - 15 marzo 2014 Coliseo Dr. Juan Sanchez Acevedo, Moca      | Gigantes de Carolina  | 0 - 3 | Indias de Mayagüez    | 25-20, 25-27, 18-25               |
| 16ª giornata - 20 marzo 2014 Coliseo Héctor Solá Bezares, Caguas         | Criollas de Caguas    | 3 - 2 | Gigantes de Carolina  | 25-19, 12-25, 25-21, 22-25, 15-13 |
| 17ª giornata - 22 marzo 2014 Coliseo Tomas Dones, Fajardo                | Gigantes de Carolina  | 3 - 1 | Orientales de Humacao | 25-18, 25-14, 17-25, 25-22        |
| 18ª giornata - 28 marzo 2014 Coliseo Gelito Ortega, Naranjito            | Gigantes de Carolina  | 3 - 2 | Leonas de Ponce       | 18-25, 25-17, 25-18, 18-25, 15-10 |
| 19ª giornata - 30 marzo 2014 Coliseo Mario Morales, Guaynabo             | Mets de Guaynabo      | 1 - 3 | Gigantes de Carolina  | 19-25, 23-25, 25-23, 22-25        |
| 20ª giornata - 3 aprile 2014 Coliseo Mario Morales, Guaynabo             | Gigantes de Carolina  | 3 - 1 | Lancheras de Cataño   | 20-25, 25-23, 25-21, 25-13        |
| 21ª giornata - 5 aprile 2014 Coliseo Mario Morales, Guaynabo             | Gigantes de Carolina  | 3 - 1 | Valencianas de Juncos | 25-19, 25-22, 22-25, 25-17        |

#### Play-off
| Quarti di finale (gara 2) - 10 aprile 2014 Coliseo Mario Morales, Guaynabo     | Gigantes de Carolina | 3 - 0 | Lancheras de Cataño  | 25-15, 25-23, 25-16              |
| Quarti di finale (gara 3) - 12 aprile 2014 Coliseo Salvador Dijols, Ponce      | Leonas de Ponce      | 3 - 1 | Gigantes de Carolina | 26-24, 20-25, 25-21, 25-23       |
| Quarti di finale (gara 5) - 15 aprile 2014 Coliseo Cosme Beitia Sálamo, Cataño | Lancheras de Cataño  | 0 - 3 | Gigantes de Carolina | 21-25, 20-25, 11-25              |
| Quarti di finale (gara 6) - 16 aprile 2014 Coliseo Mario Morales, Guaynabo     | Gigantes de Carolina | 2 - 3 | Leonas de Ponce      | 25-18, 25-20, 23-25, 21-25, 9-15 |
| Semifinali (gara 1) - 20 aprile 2014 Coliseo Héctor Solá Bezares, Caguas       | Criollas de Caguas   | 3 - 1 | Gigantes de Carolina | 25-21, 25-21, 15-25, 25-18       |
| Semifinali (gara 2) - 22 aprile 2014 Coliseo Mario Morales, Guaynabo           | Gigantes de Carolina | 2 - 3 | Criollas de Caguas   | 25-27, 25-23, 25-18, 14-25, 9-15 |
| Semifinali (gara 3) - 24 aprile 2014 Coliseo Héctor Solá Bezares, Caguas       | Criollas de Caguas   | 3 - 1 | Gigantes de Carolina | 25-12, 26-24, 22-25, 25-18       |
| Semifinali (gara 4) - 26 aprile 2014 Coliseo Mario Morales, Guaynabo           | Gigantes de Carolina | 1 - 3 | Criollas de Caguas   | 18-25, 25-21, 20-25, 20-25       |

## Statistiche

### Statistiche di squadra
| Competizione | Punti | In casa | In casa | In casa | In trasferta | In trasferta | In trasferta | Totale | Totale | Totale |
| Competizione | Punti | G       | V       | P       | G            | V            | P            | G      | V      | P      |
| ------------ | ----- | ------- | ------- | ------- | ------------ | ------------ | ------------ | ------ | ------ | ------ |
| LVSF         | 41    | 15      | 9       | 6       | 14           | 6            | 8            | 29     | 15     | 14     |
| Totale       | -     | 15      | 9       | 6       | 14           | 6            | 8            | 29     | 15     | 14     |

G = partite giocate; V = partite vinte; P = partite perse